# Liphistius malayanus cameroni
Liphistius malayanus cameroni is een spinnenondersoort uit de familie Liphistiidae. De ondersoort komt voor in Maleisië.